# 米莎·迪西特
米莎·迪西特（英語：Misha Dichter，1945年9月27日—）是在中国上海出生的波蘭裔美國鋼琴家。其父母在二战时期已经逃离了波兰来到上海，米莎两岁时，他全家移民到美国加利福尼亚洛杉矶市。米莎五岁就开始学习钢琴。
1966年，他还在朱利亚德学院进修音乐时，就获得了当年在莫斯科举行的柴可夫斯機國際鋼琴比賽银奖，從此開始了演奏生涯。米莎演奏过不少知名的难演奏曲目，如李斯特·费伦茨的《匈牙利狂想曲》、莫杰斯特·彼得罗维奇·穆索尔斯基的《展览会之画》等。
米莎在求学期间遇到他的未来妻子希帕·迪西特（Cipa Dichter），他们后来还合作成为出色的钢琴二重奏。迪西特夫妇现在住在纽约市。